# 가평 삼충단
가평 삼충단(加平 三忠壇)은 한말 일제의 무단 침략에 항거한 최익현(崔益鉉), 민영환(閔泳煥), 조병세(趙秉世)의 넋을 기리기 위해 조성된 제단이다. 대한민국 경기도 가평군 하면 하판리 488-1번지에 위치하고 있다. 1986년 6월 19일 가평군의 향토문화재 제12호로 지정되었다.
정면 중앙에 '순국열사 조병세선생 추모비'가, 왼쪽에 '순국열사 최익현선생 추모비'가, 오른쪽에 '순국열사 민영환선생 추모비'가 있다.

## 개요
삼충단은 조병세, 민영환, 최익현 세 분 충신의 충절을 기리는 제단이다. 서기 1905년 일제가 강제로 을사보호조약을 체결하여 국권을 침탈하는 만행을 자행하자, 당시 조병세선생은 의정대신(議政大臣)으로 있다가 가평에 은거하고 있었는데 이 소식을 듣고 상경하여 을사조약의 무효를 주장하며 을사오적을 처단하고 국권을 회복해야 한다는 상소를 올리며 항거하였으나 왜헌들의 방해로 뜻을 이루지 못하자 결고국중사민서(訣告國中士民書)라는 유서를 남기고 자결하였다. 최익현선생은 의병을 봉기하여 왜구토벌에 앞장서 싸우다가 체포되어 대마도에서 단식항거중 순국하였으며, 민영환선생은 시종무관(侍從武官)이었는데 대한문앞에 나가 석고대죄(席藁待罪)하며 국권회복의 상소를 올리다가 뜻을 이루지 못하자 국민과 각국공사에게 유서를 남기고 자결한 충신이다. 이 삼충단은 일제치하이던 1910년에 설단되었으며 1989년에 복원되었으며 현등사 일주문 옆에 있던 것을 2005년 8월 13일 이곳으로 이전하였다. 매년 11월 25일에 제향을 올리고 있다.

## 같이 보기
- 최익현
- 민영환
- 조병세

## 현지 안내문
삼충단 三忠壇
- 가평군 향토문화재 제12호

삼충단은 일제의 무단 침략에 항거하다 자결한 조병세, 최익현, 민영환 선생을 기리기 위해 내시부지사 나세환, 첨지 김두환, 현등사 주지 정금명 등 가평의 유지들이 1910년 만든 제단이다. 1905년 을사늑약이 체결되자 조병세, 민영환선생은 그해 유서를 남기고 자결하였으며 최익현선생은 의병을 조직하여 싸우다 체호되어 단식을 하다 1906년 대마도에서 순국하였다. 1913년 만주사변 이후 단이 사라졌으나 1988년 유지 39인이 삼충단 복원 추진위원회를 구성하여 추모비를 복원하고 기념비를 세웠다. 2005년 다시 현재의 위치로 이전하였고 2019년 추모비문의 내용 오류 수정을 위해 다시 제작하였다.

## 사진

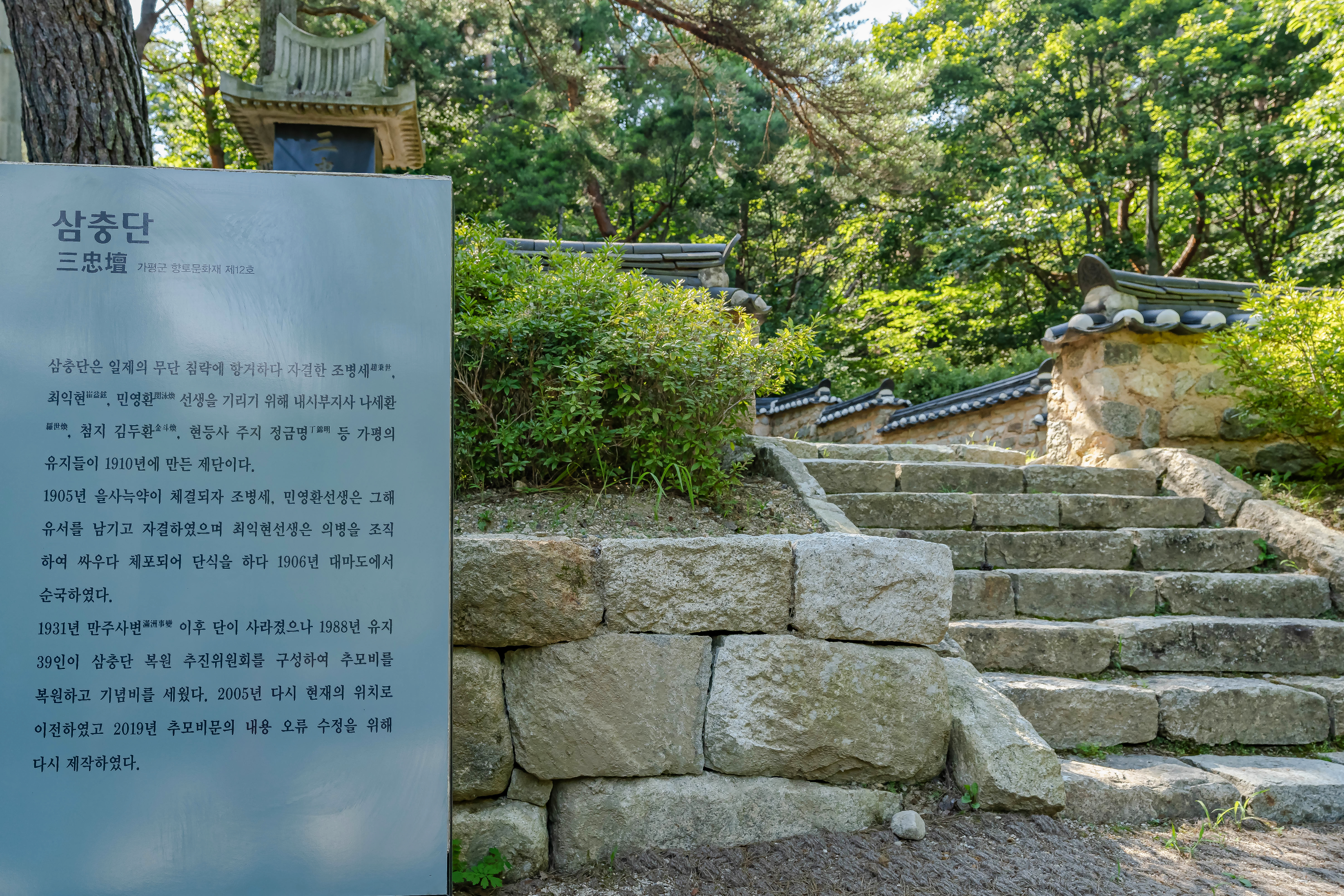
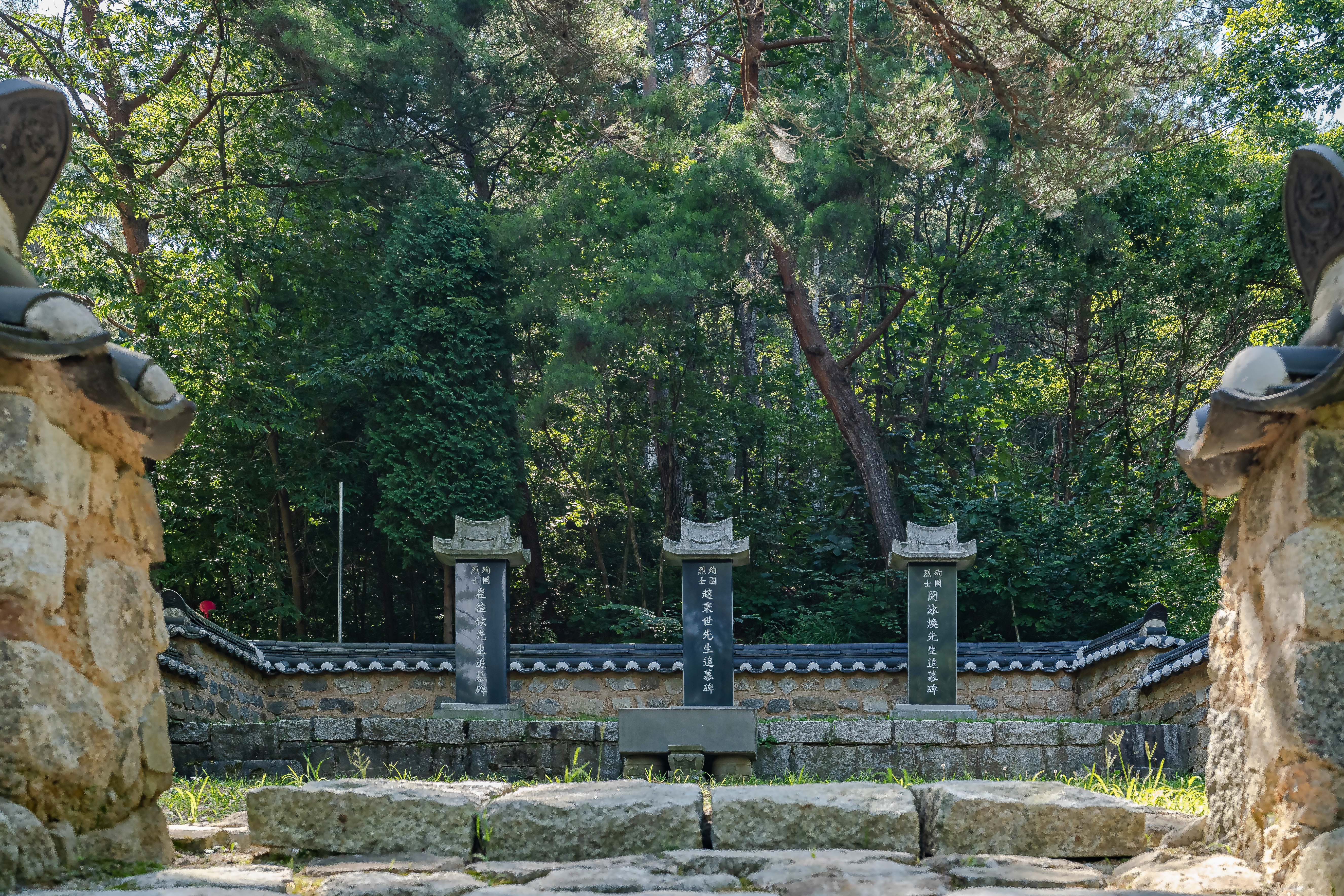
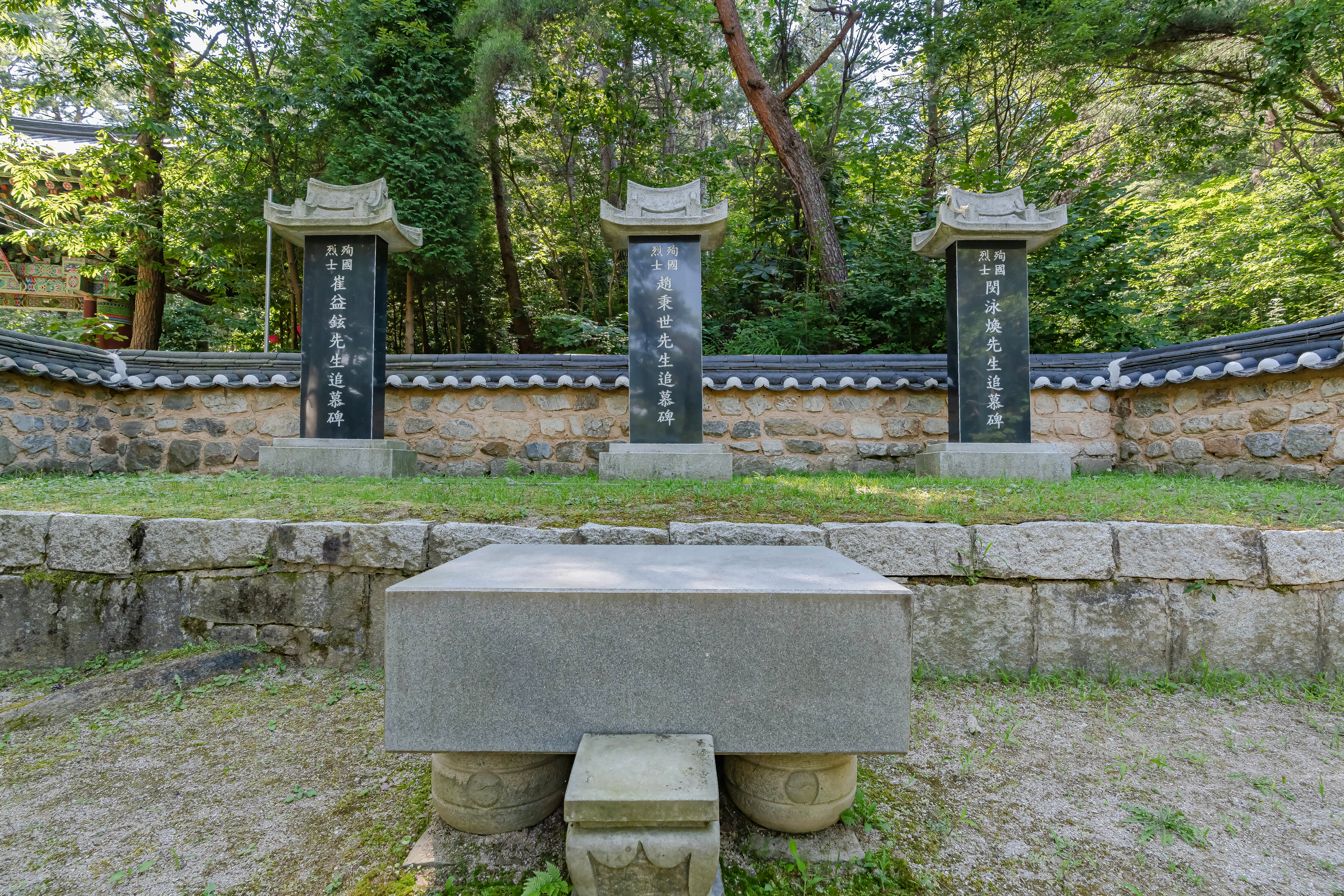
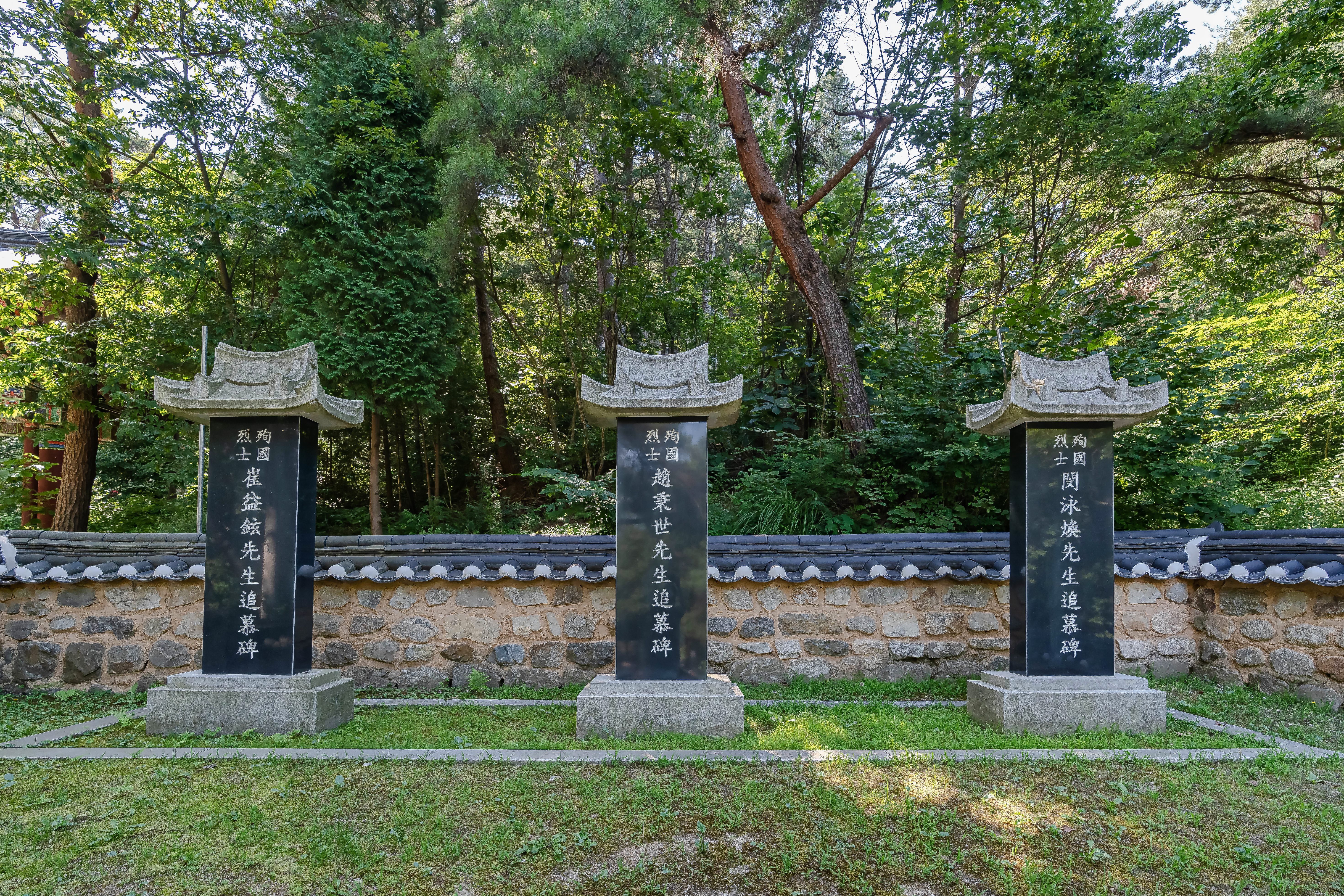
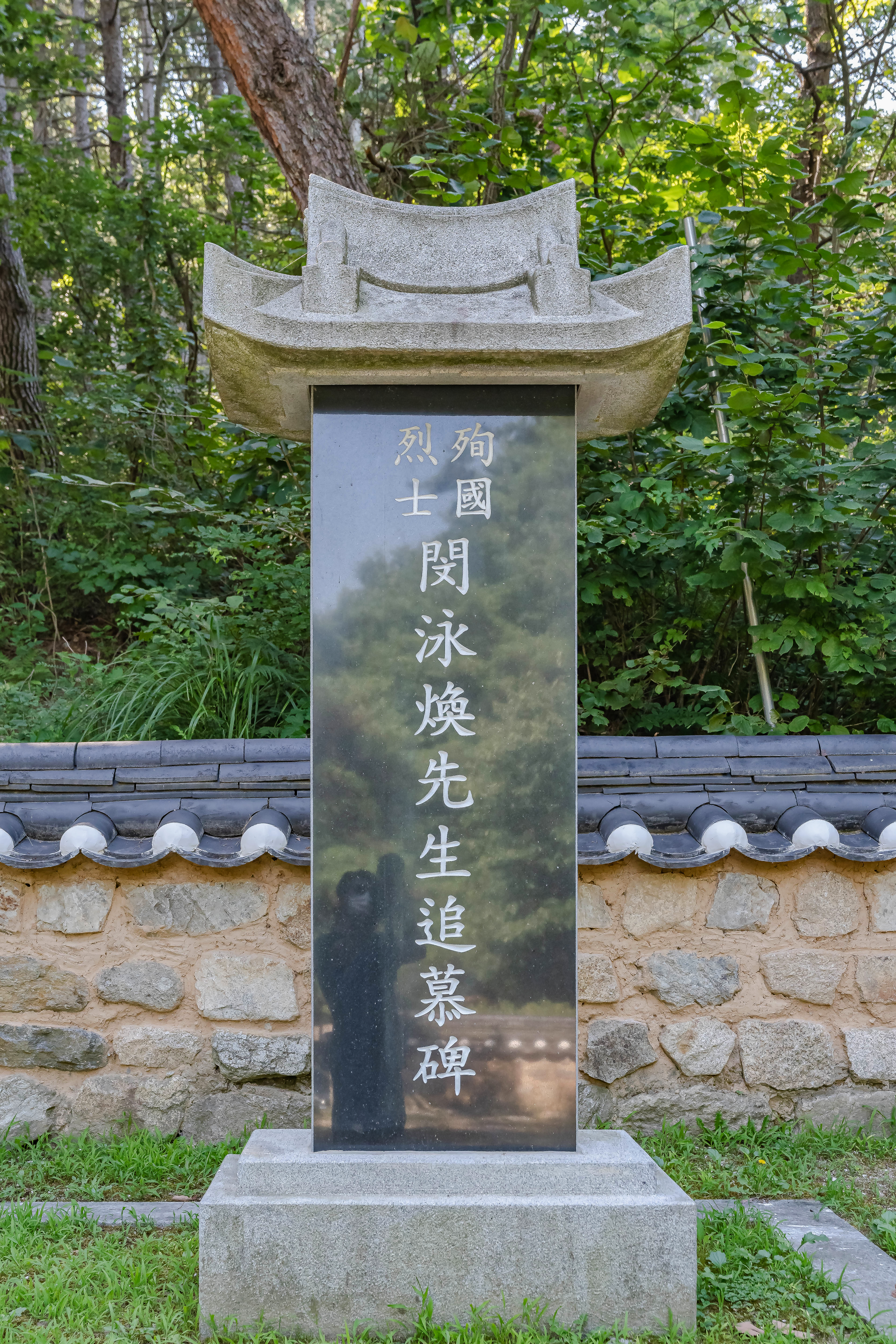
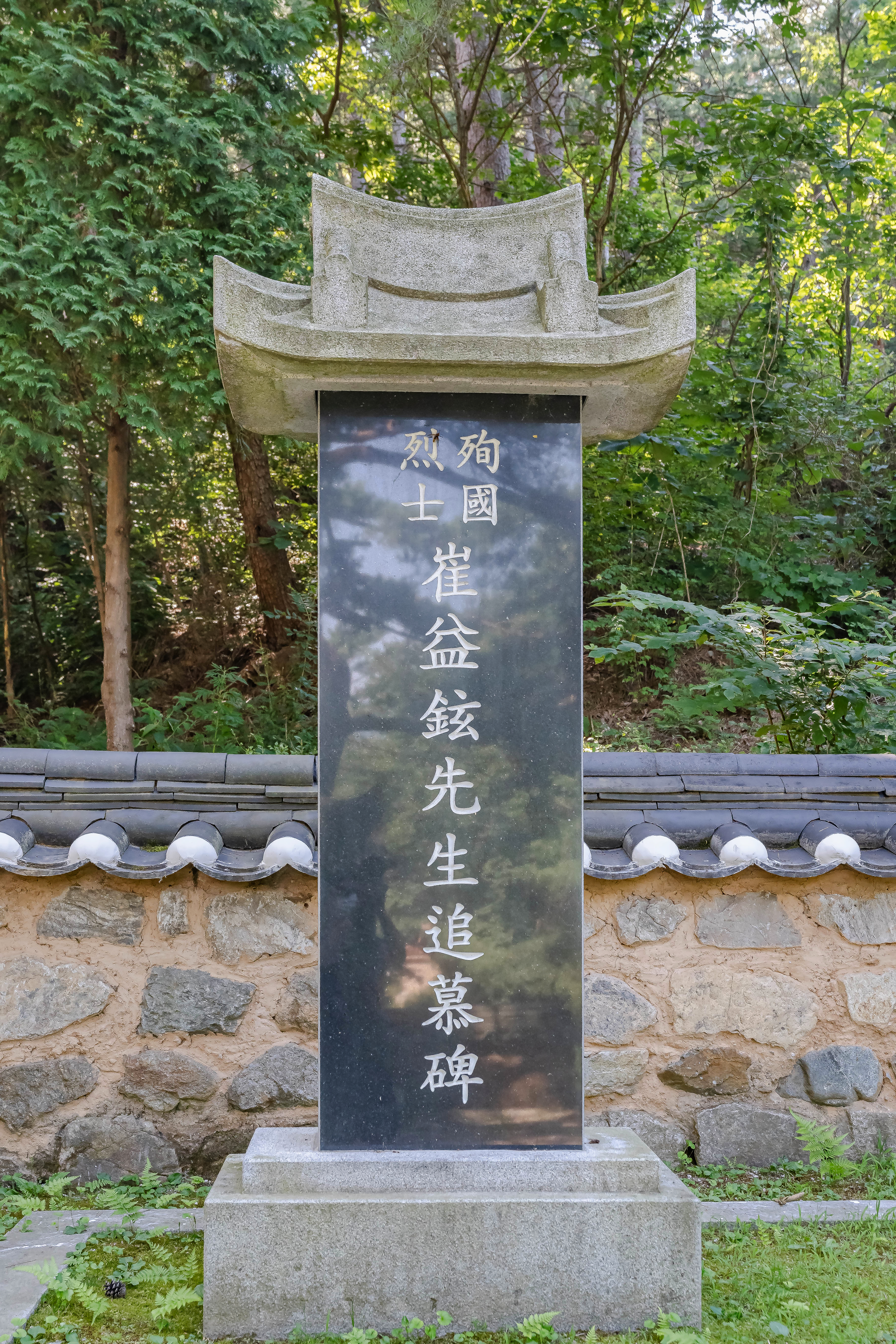
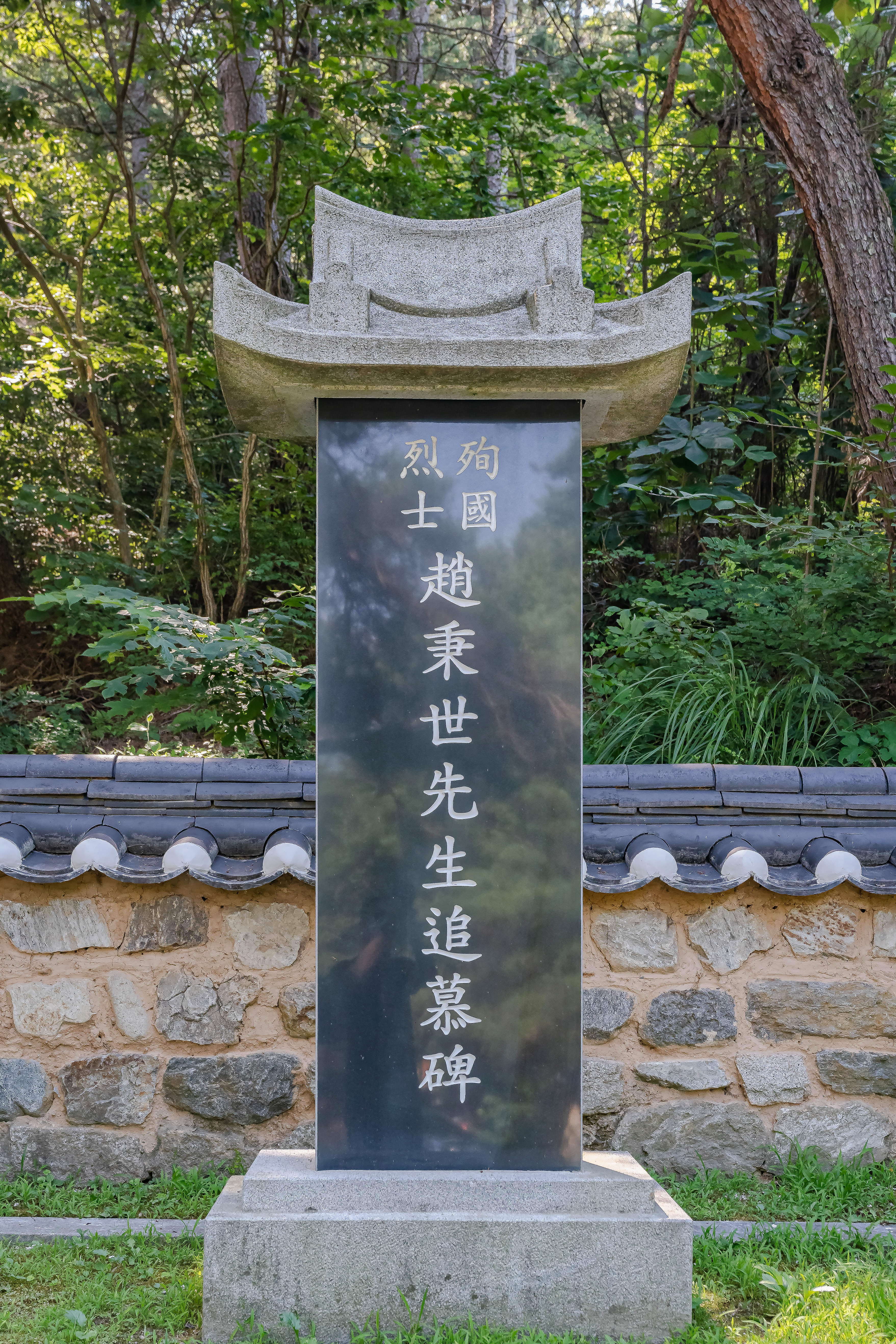
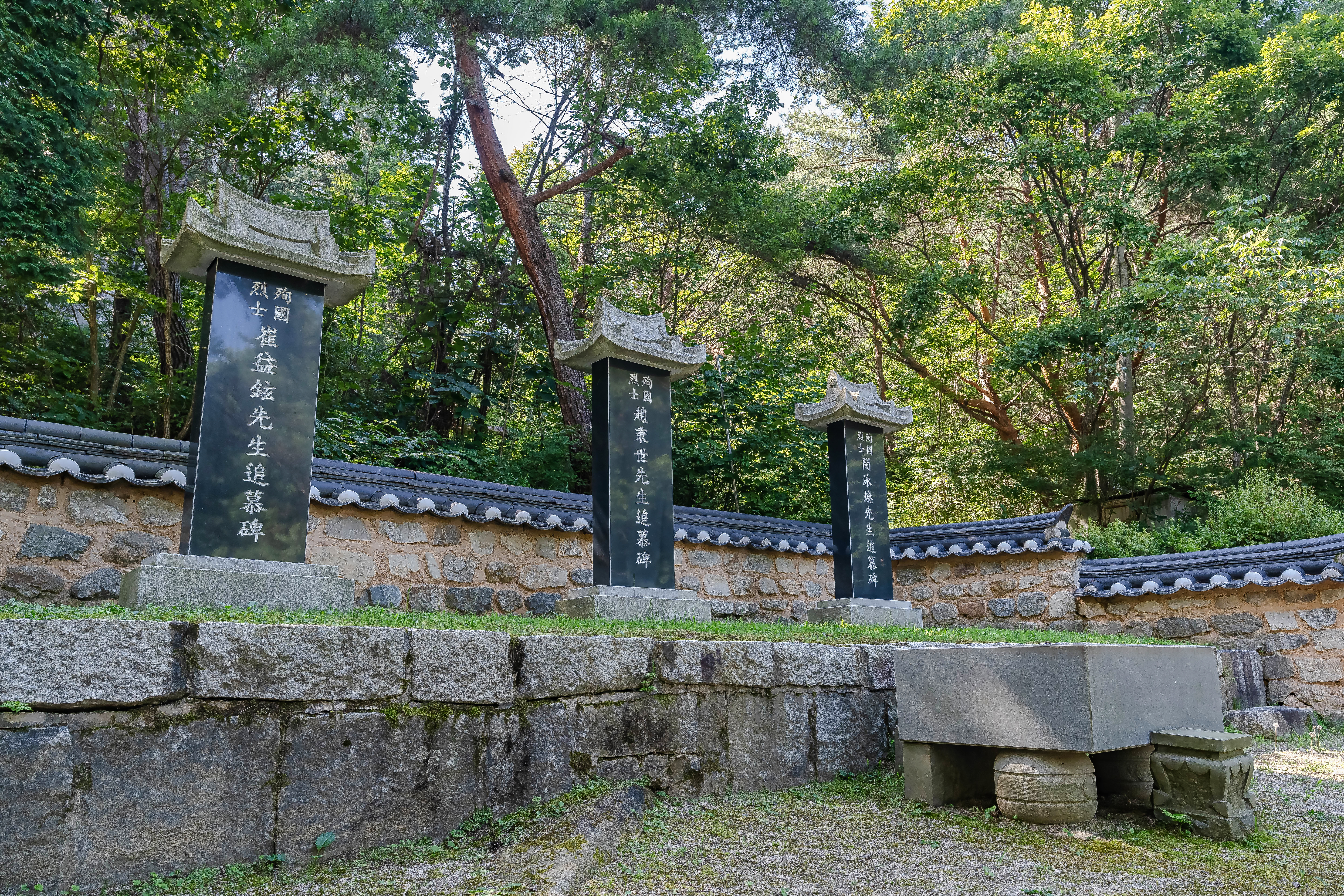

## 참고 자료
- 삼충단 - 가평군 홈페이지
- 삼충단 - 디지털가평문화대전
- 삼충단 - 가평문화원 보관됨 2021-08-10 - 웨이백 머신
- 삼충단 - 경기도메모리
- 가평 삼충단, '의'를 지키고자 했던 이들의 흔적을 엿볼 수 있는 곳. - 가평군 공식 블로그